# جامع العمرى (سيوة)

جامع العمرى (سيوه) هو من الآثار الإسلامية التي ما تزال باقية حتى الآن بسيوة .

## وصفه
يتكون المسجد من مربع يتوسطه صحن مكشوف تحيط به الأورقة من ثلاث جهات. وتقع القبلة في الإيوان الشرقي الذي يحتوى على صفين من الدعائم تقسم الإيوان إلى ثلاثة أروقة ويعلو الدعائم عقود مدببة، أما السقف فمن جذوع النخيل. وبكل من الإيوان الشمالي والجنوبي صف واحد من الدعائم، أما الجهة الغربية فخالية من الأروقة. والمسجد مبنى كله من الطوب اللبن والطمى . وللمسجد ثلاثة أبواب ويقع الرئيسى منها في الجهة الغربية المقابلة لإيوان القبلة وإلى اليسار من هذا المدخل توجد المئذنة وهي مخروطية الشكل وتشبه إلى حد كبير مأذنة مساجد محافظة أسوان وقوص وأسنا والجيوشى وكلها ترجع إلى العصر الفاطمي. ويطلق أهل سيوة عل المئذنة اسم الصومعة، وهو نفس الاسم الذي يطلقه مسلمو شمال أفريقية على المآذن.

## اهميته
يعتبر المسجد في واحة سيوة إلى جانب وظيفته الدينية مقر الحكم ففيه يجتمع روساء القبائل وأعيان الواحة، كما أنه مقر القضاء والنظام القضائى هناك مستمد من النظام القضائى الذي وضعه المسلمون في شمال أفريقية والأندلس منذ فتحهم لتلك البلاد.
ويقال: أن القانون المعمول به سجل بالخط الكوفي وبقى في الواحة تتوارثه طبقة معينة من القضاة. وكان القانون يتألف من ست وثلاثين مادة، ولما اضمحل نفوذ القضاة نتيجة للاستعمار العثماني والإيطالى لصحراء ليبيا بطل تنفيذ القانون القديم وحل محله القضاء بالعرف واستمر الحال على ذلك حتى سنة 1873م حين شكل مجلس من الأعيان عرف بالمجلس الكبير، ومجلس آخر يضم مشايخ الراحة عرف بمجلس المشايخ يعمل تحت إشراف مجلس الأعيان. ولما أصبحت سيوة تتبع مديرية البحيرة وضع لها قانون جديد في سنة 1946م. وتقرر تعميم القضاء المصري في أنحاء الصحراء.